# WC and the Maad Circle
WC and the Maad Circle foi um grupo de hip hop de Los Angeles, Califórnia, que se consistuia de WC, Coolio, Sir Jinx e DJ Crazy Toones.
Após a dissolução de Low Profile, o rapper WC formou o quarteto e juntos lançaram dois álbuns, Ain't a Damn Thang Changed em 1991 e Curb Servin' em 1995. Os álbuns geraram alguns singles populares, como "Dress Code", "West Up!" e "The One".
Em 1996 WC deixa a banda (que acaba logo em seguida) e forma o supergrupo de gangsta rap Westside Connection com Ice Cube e Mack 10. WC e Crazy Toones (seu irmão caçula) ainda trabalham juntos na gravadora Lench Mob de Ice Cube.

## Discografia

### Álbuns
| Ano  | Título                     | Desempenho nas paradas | Desempenho nas paradas | Desempenho nas paradas | Última certificação da RIAA |
| Ano  | Título                     | Billboard 200          | Top R&B/Hip hop albums | Heatseekers            | Última certificação da RIAA |
| ---- | -------------------------- | ---------------------- | ---------------------- | ---------------------- | --------------------------- |
| 1991 | Ain't a Damn Thang Changed | -                      | #55                    | #29                    |                             |
| 1995 | Curb Servin'               | #85                    | #15                    | -                      | Ouro                        |

### Singles
| Ano  | Título                                | Desempenho nas paradas | Desempenho nas paradas | Desempenho nas paradas | Álbum                      |
| Ano  | Título                                | Billboard 100          | Hot rap singles        | Hot R&B/Hip-hop songs  | Álbum                      |
| ---- | ------------------------------------- | ---------------------- | ---------------------- | ---------------------- | -------------------------- |
| 1991 | "Dress Code"                          | -                      | -                      | -                      | Ain't a Damn Thang Changed |
| 1995 | "West Up!" (com Mack 10 and Ice Cube) | #88                    | #16                    | #50                    | Curb Servin'               |
| 1996 | "The One"                             | -                      | #40                    | #76                    | Curb Servin'               |